# La Forestal
La Forestal fue una compañía forestal de origen inglés, instalada en el territorio comprendido entre el sur de la Provincia del Chaco y el norte de la provincia de Santa Fe en Argentina, que a finales del siglo XIX y en la primera mitad del siglo XX explotó los extensos bosques de quebracho que había en estas provincias. Logró ser la primera productora de tanino a nivel mundial y llegó a fundar cerca de 40 pueblos, con puertos, 400 kilómetros de vías férreas propias y alrededor de 30 fábricas.
Entre los años 1919 y 1923 sindicatos de trabajadores de la empresa, protagonizaron luchas obreras que finalizaron en la masacre de La Forestal, una de las mayores masacres de la historia argentina. La empresa se fue de Argentina en la década de 1960 y cerró las ciudades que había fundado, luego de haber talado casi el 90% de los bosques y haber causado un proceso de desertificación y un daño ecológico calculado en 3.000 millones de dólares.

## Estado dentro de un Estado

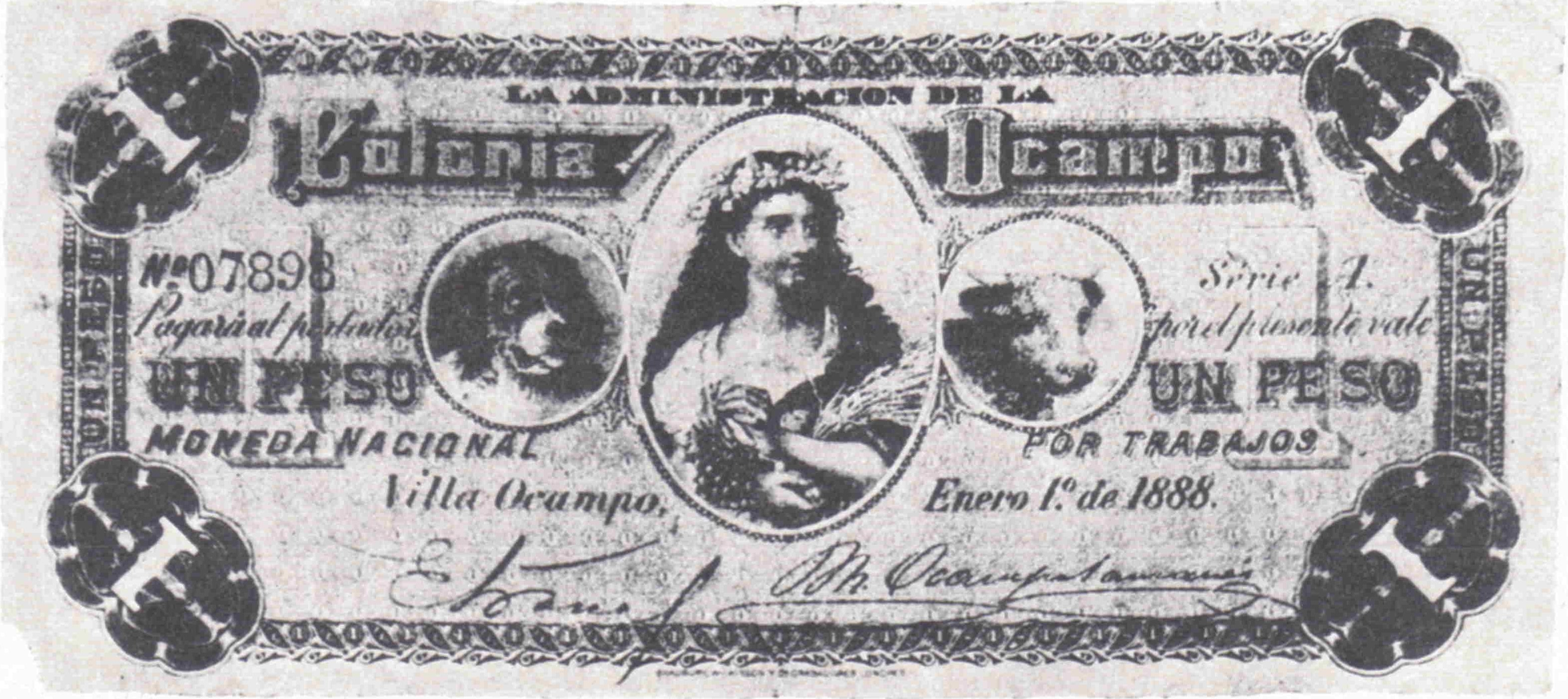
Un vale de la empresa, que acuñaba su propia moneda y con ella pagaba el salario de sus obreros.

La Forestal resultó ser un gran negocio para sus múltiples dueños que contaba con ferrocarriles, puertos propios, y pagaban a sus trabajadores con pagarés que debían canjear en los almacenes de la misma empresa.
Para entender la situación debe recordarse que en el Chaco argentino a fines del siglo XIX no existía donde proveerse de insumos elementales. No existían ni ferrocarriles ni caminos.  Por eso La Forestal instaló sus propios almacenes que aceptaban los famosos vales con mercadería a bajo precio, para evitar la presencia de otras eventuales industrias. Eso dio lugar a un mercado paralelo, porque la mercadería comprada con vales era más cara que la comprada con dinero efectivo.

## La devastación natural
Esta empresa de origen británico, y además con capitales franceses y alemanes, fue iniciada en 1872 a raíz de un empréstito que la Argentina obtuvo con la empresa Murrieta, de Londres. La empresa llevó a la desastrosa explotación de 20 000 km² de quebrachales en el Chaco Austral (norte de la provincia de Santa Fe, sur de la provincia del Chaco y noreste de la provincia de Santiago del Estero). Según algunas versiones, la explotación llegó hasta la zona del Impenetrable chaqueño. La empresa exportaba postes y durmientes para el ferrocarril, rollizos y tanino.
Un informe realizado en 2004 por la Secretaría de Ambiente y Desarrollo Sustentable de la Nación y el INTA (Instituto Nacional de Tecnología Agropecuaria) estudió en detalle la devastación de los bosques naturales y el proceso de desertificación causados en el norte de la provincia de Santa Fe, principalmente por la acción de La Forestal.
Como consecuencia del tipo de explotación forestal realizada en Santa Fe por La Forestal y otras empresas, la provincia perdió el 86 % de sus bosques.

## Fuerzas de seguridad
La Forestal tenía una fuerza policial propia: la «gendarmería volante» (popularmente conocida como los «cardenales»), financiada por la propia empresa. Esa fuerza policial hacía cumplir la normativa interna de la empresa pero incluso aunque entrara en conflicto con la propia Constitución argentina. (Se trataba de una época anterior a la Declaración Universal de los Derechos Humanos por lo que la única garantía de los ciudadanos era la Constitución nacional).
Según el diario socialista La Vanguardia hubo muertos por la fuerza parapolicial financiada por la propia empresa, pero cuyas armas y uniformes eran provistos por el Gobierno santafesino, en ese entonces a cargo del abogado y político «radical» Enrique Mosca (1880-1950), quien años más tarde sería abogado de la empresa. Durante la represión murieron entre 500 y 600 obreros.
Desde el territorio de La Forestal se desplegaban además líneas ferroviarias privadas hacia los puertos argentinos. Al ser los únicos ferrocarriles existentes en esa zona del país, la empresa también obtenía ganancia de ellos, cobrando para que otras empresas estatales o privadas pudieran transportar sus mercaderías, algo que de otro modo no podrían haber hecho. Esto derivó en un aumento de costos para la actividad productora del norte argentino, pero también, en contrapartida, una capacidad exportadora que de otro modo nunca habría tenido.
Durante los 80 años que funcionó La Forestal, la suma abonada al Estado como en concepto de impuestos fue mínima. Según el balance de la empresa, en 1916 pagó a la provincia 0,3 millones de pesos en impuestos, mientras que ese mismo año le pagó al Imperio británico 9000 millones de pesos, es decir treinta mil veces más.
El informe de la Secretaría de Ambiente y del INTA estimó en 3000 millones de dólares el costo ecológico causado solamente por La Forestal.

## Las huelgas y la masacre de 1921/22
En 1919, durante la presidencia del radical Hipólito Yrigoyen (1916-1922), los trabajadores de La Forestal construyeron una sólida organización sindical afiliada a la FORA del 9.º Congreso y declararon una huelga general que finalizó con la firma de un avanzado convenio colectivo.
En los dos años siguientes la empresa incumplió el convenio y logró que el gobierno radical de Santa Fe creara una fuerza policial financiada por la empresa para cuidar sus intereses, denominada Gendarmería Volante. Simultáneamente la organización civil Liga Patriótica Argentina  instaló en la zona grupos armados con los que, en esa etapa de su historia, desarrollaba acciones parapoliciales, enfrentando a huelguistas. 
En esas condiciones en diciembre de 1920 La Forestal inició un cierre patronal prolongado, cerrando sus fábricas y despidiendo a miles de trabajadores, exponiendo a la inanición a varias poblaciones (Villa Guillermina, La Gallareta, Villa Ana, Tartagal, etc.). El 29 de enero de 1921 se produjo un estallido social generalizado en la región, con decenas de enfrentamientos armados en los pueblos y bosques durante tres meses.
El 29 de enero de 1921 se produce «la revuelta obrera final». Un grupo de entre 300 y 400 trabajadores, cuya procedencia es muy difícil de determinar, intenta tomar las fábricas que estaban situadas en Villa Ana y Villa Guillermina, y plantea una lucha frontal contra la Gendarmería Volante. Pese a que llegaron en tren y armados, son repelidos hacia la espesura del monte. Allí se produce la «caza» de los huelguistas y la masacre final, con un número indeterminado de muertos y heridos. Según La Vanguardia, hubo entre 500 y 600 víctimas fatales.
El estallido fue salvajemente reprimido por la Gendarmería Volante y la Legión Patriótica, causando el asesinato de unos 600 obreros, torturas, violaciones y quema de viviendas. Recién en noviembre de 1922 La Forestal reabrió sus fábricas. Para entonces el Sindicato del Tanino y todo asomo de organización sindical en los trabajadores del quebracho había desaparecido.
Tres décadas después, con los quebrachales talados, La Forestal cerraría definitivamente sus plantas en Argentina, causando el mayor desastre social y ecológico que una empresa haya podido generar en la historia argentina.

## La Forestal en la cultura popular
La historia de las luchas sociales, la masacre de 1921/22 y la devastación socio-ambiental causadas por La Forestal, es tratada en la película Quebracho (1974), de Ricardo Wüllicher.
El 12 de enero de 1984 se estrenó en el Teatro La Comedia de Rosario la "Crónica cantada LA FORESTAL. Un hachazo a la dignidad del hombre", interpretada por Enrique Llopis y Emilio Lenski.  LA FORESTAL, escrita por Rafael Ielpi, con música original de Jorge Cánepa y José Luis Bollea, fue dirigida por Néstor Zapata y editada por CBS Columbia en un disco grabado en directo en Rosario, Buenos Aires y Santa Fe. Sigue siendo la obra con mayor convocatoria de público en la historia del teatro santafesino.
Otras obras artísticas sobre La Forestal es el cortometraje de animación titulado Viaje a la tierra del quebracho (2011) de Manuel Quiñones, y el filme documental Herencia de la Forestal (2004), de Gustavo Semprini.